# Carlo Maldini
Carlo Maldini (Bene Lario, 17 ottobre 1852 – Salto, 1926) è stato un imprenditore italiano attivo in Uruguay.
Si distinse per aver fondato il villaggio agricolo di Palomas, nel Dipartimento di Salto in Uruguay, al passo con i modelli più innovativi di villaggi operai che nascevano all'epoca in Europa.

## Biografia
Carlo Maldini, castiglianizzato in Carlos Maldini, nacque a Bene Lario, sul lago di Como, dall'unione tra Marta Balbiani di 25 anni e Antonio Joele Maldini di 27 anni, che morì quando il figlio non aveva ancora compiuto 3 anni (il 19 luglio 1855). La madre si risposò nel 1856 con Antonio Tornini, dal quale ebbe tre figli. Nel 1867 nacque e morì in culla il terzo fratellastro, Davide Ernesto Tornini; nello stesso anno Carlo, appena quindicenne, decise di lasciare la famiglia e di andare a cercare fortuna in Sud America, stabilendosi a Salto, in Uruguay.Il 9 settembre 1876, sempre a Salto, sposò nella chiesa parrocchiale di Nuestra Señora del Carmen Ersilia Pizzarossa (castiglianizzato in Hersilia Pisarosa nell'atto di matrimonio), anch'ella originaria di Bene Lario e con la quale ebbe poi quattro figli maschi, tre figlie femmine e due gemelli, di cui uno maschio e l'altro femmina. 
Lavorò a Salto come fabbro per 11 anni nella costruzione della ferrovia tra Salto e Bella Unión, poi a 26 anni divenne commerciante nella stessa città e infine allevatore di ovini nella vicina località di Palomas, a tre ore di treno da Salto. A Palomas aveva acquistato una grande tenuta per realizzare un'azienda agricola basata su idee innovative e tecnologicamente avanzate.
Molto impegnato nel sociale, ricoprì posizioni di rilievo in diverse associazioni e organizzazioni volte ad aiutare il prossimo. Fu cofondatore della società italiana “Unione e Benevolenza”, presidente della "Unione", membro del consiglio del Teatro "Larrañaga", membro del consiglio della "Agro Pecuaria", fondatore della Società patriottica "XX Settembre".
Ricoprì anche cariche pubbliche: alle celebrazioni del 40º anniversario del "XX Settembre", festa ufficiale degli italiani d'Uruguay legata alla ricorrenza della breccia di Porta Pia, figura essere regio agente consolare di Salto e nella sua villa ospita un ricevimento con le massime autorità politiche e militari.
Morì nel 1926 a Salto all'età di 74 anni.

## Grande emigrazione
La storia di Carlo Maldini si inserisce nel contesto della Grande emigrazione, uno dei fenomeni sociali che hanno contraddistinto la storia d’Italia. Tra il 1861, anno dell’unità nazionale, e l'ingresso del Paese nella prima guerra mondiale, nel 1915, si calcola che siano emigrati 9 milioni di italiani, di cui circa un milione e 400.000 lombardi. In questa grande storia, d’Italia e mondiale, riveste un eccezionale interesse il fenomeno migratorio che ha coinvolto la comunità di Bene Lario: ancora in occasione delle elezioni amministrative del 2019, a fronte di 269 aventi diritto al voto residenti in Paese, ben 228 risultano iscritti nei registri dell'A.I.R.E. (Anagrafe italiana residenti all'estero). Le comunità più significative si trovano a Salto in Uruguay, dove approdò lo stesso Carlo Maldini, e nel nord del Cile, dove le case di due famiglie originarie di Bene Lario sono diventate in seguito musei: Casa Maldini Tornini a Copiapó, riconosciuta come museo di interesse nazionale dal governo cileno e Casa Tornini a Caldera, museo di rilievo regionale.

## Imprenditore illuminato

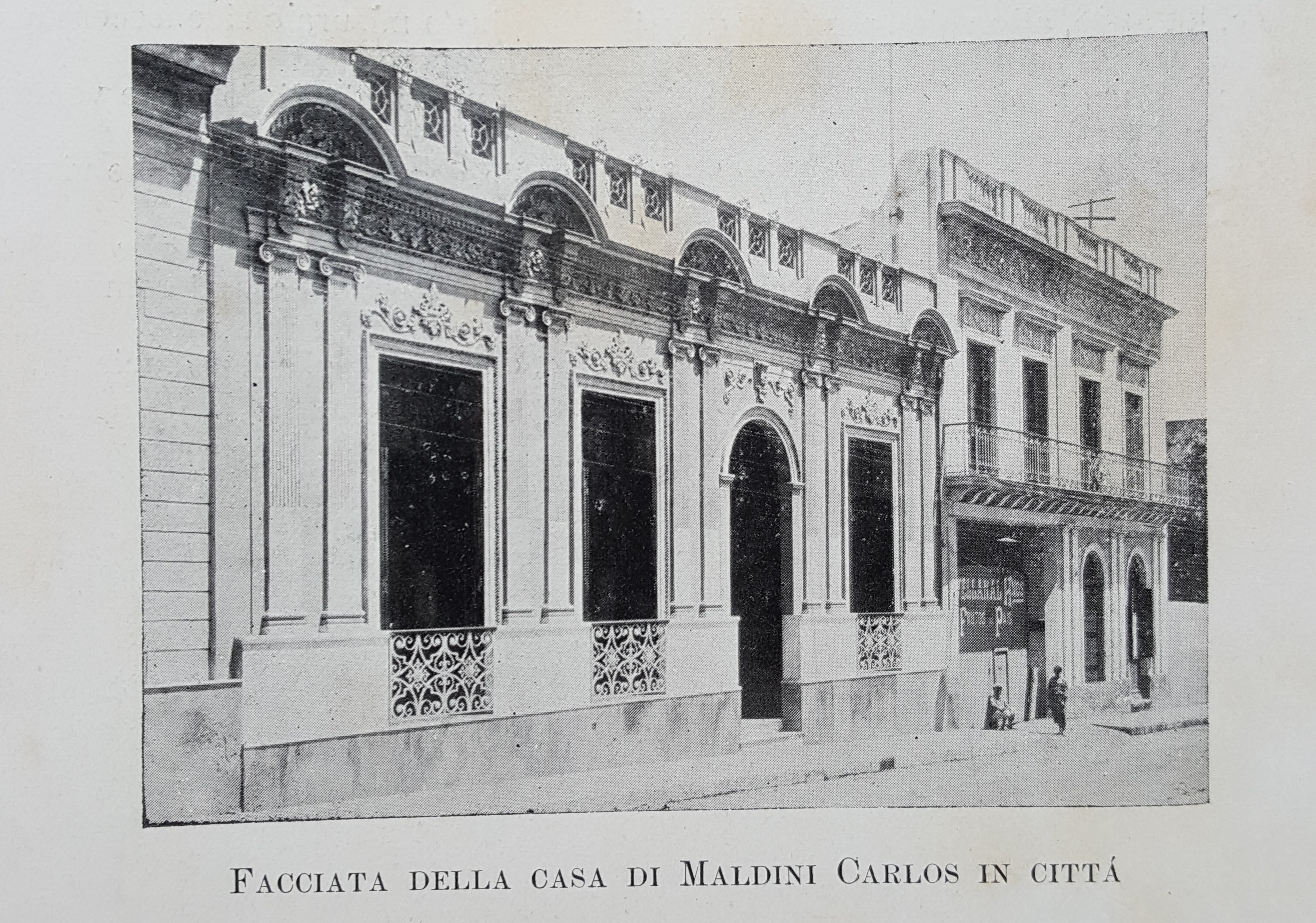
La casa di Carlo Maldini a Salto in Uruguay

Nel 1888 Carlo Maldini fondò il villaggio agricolo di Palomas, dove nel 1895 promosse la nascita della Scuola rurale N° 4. Nel 1927, a seguito della creazione di numerose altre scuole a Salto, venne assegnato all'istituto il nuovo numero 22. Informazioni utili a inquadrare Carlo Maldini e la portata innovativa delle sue imprese si trovano in un articolo del quotidiano El Pueblo, pubblicato per le celebrazioni del 130º anniversario della fondazione di Palomas, il 12 novembre 2018: "Carlos Maldini [era] un immigrato italiano che arrivò in Uruguay all'età di 15 anni, si unì all'AFE [l'Azienda ferroviaria statale, nda] ed ebbe a che fare con lo sviluppo delle ferrovie nel Nord del paese, nel lontano 1884. Lo spazio fisico in cui si trova oggi la città di Palomas, tra Salto e Arapey, divenne un luogo di passaggio per coloro che volevano ricaricare acqua, carbone o cibo all'inizio del XX secolo. Così, nacque la visione futuristica di Maldini di creare qualcosa in quelle terre che gli erano molto piaciute e questo visionario si stabilì sul posto e iniziò il processo di fondazione della località. Palomas arrivò ad avere un numero significativo di residenti e oggi conta poco più di cento persone tra adulti e bambini. Tuttavia, a metà del 1900, la scuola giunse ad avere 80 alunni, il che dimostra quanto fosse forte la città in quel momento".
In occasione della festa indetta per il 131º anniversario, il 4 novembre del 2019, lo stesso quotidiano El Pueblo ha pubblicato un altro articolo da cui emergono ulteriori informazioni sulla storia di Palomas e il suo stretto legame con la famiglia Maldini, anche se a Carlos viene attribuita una nobile origine, che non risulta dai documenti conservati a Bene Lario. "L'insediamento iniziale della città" si legge nell'articolo "fu creato negli anni 1870/80 da immigrati e lavoratori civili sulla ferrovia tra Salto e Bella Unión. [...] Il principale promotore della fondazione del centro abitato fu Don Carlos Maldini, un italiano, discendente di Conti d'Italia, che arrivò proprio con queste squadre di ferrovieri". 

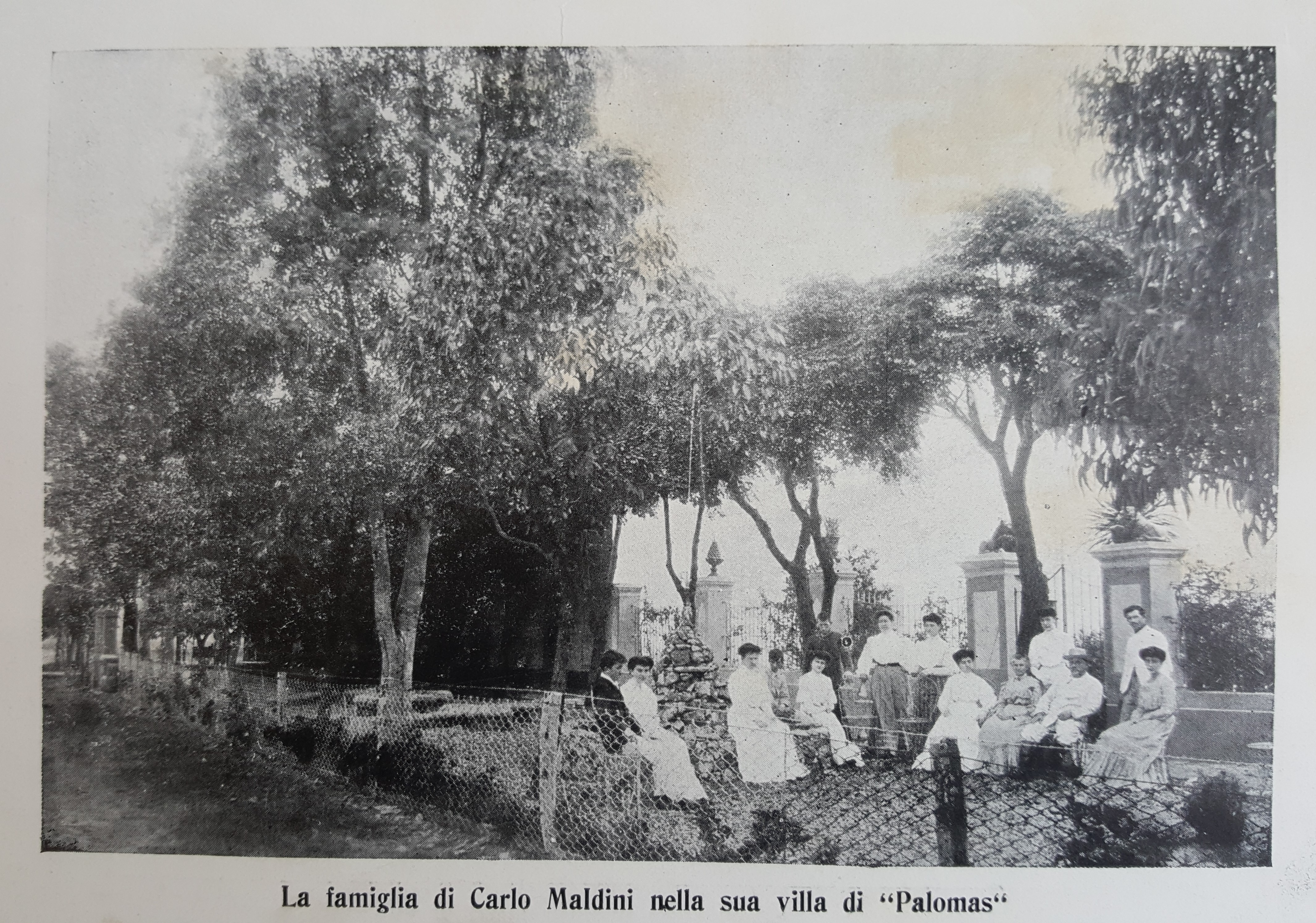
La famiglia di Carlo Maldini nella villa di Palomas

Tra le attività decollate prima della scomparsa di Carlos Maldini e che a lui devono un significativo impulso, vi sono "il centro di raccolta della fabbrica di zucchero El Espinillar e delle spedizioni di animali. Fu anche installata la Scuola numero 4 di Salto, fatto accaduto intorno al 1920". Il massimo splendore, e anche la successiva decadenza della cittadina, sono legati al nipote di Carlos Maldini, Mario Bortagaray Maldini, e ai di lui discendenti: "La famiglia Bortagaray, allevatori e datori di lavoro del 50% della sua popolazione, guidò il fallito tentativo di creare un frigorifero locale durante il periodo di splendore negli anni '60, nel quale la popolazione era ormai vicina ai mille abitanti. La chiusura della ferrovia nel 1988 e la divisione della famiglia Bortagaray produssero un massiccio spopolamento e quasi estinsero l'esistenza della città". Ma poi "la creazione del MEVIR ha unito le forze e ha prodotto un insediamento stabile dal 1995, da allora cresciuto gradualmente e ora alla vigilia di un progetto di energia eolica rinnovabile proposto dalla società statale UTE".
Nel 1906, anno dell'Esposizione internazionale che si tenne a Milano in occasione dell'inaugurazione della galleria del Sempione, venne pubblicato il libro "Gli italiani di Salto Rep. O. dell'Uruguay all'Esposizione di Milano" (tipografia Leoncio Da Costa, Salto del Uruguay), in cui Carlo Maldini è indicato come uno degli emigranti di maggiore successo. Nella sua biografia si precisa che "possiede circa 8 mila ettari di terre [...] con sei mila capi bovini ed un gregge di diecimila pecore". Si sottolinea anche che "la tenuta del Sig. Maldini è una delle più moderne e meglio organizzate per la scelta qualità del bestiame e per l'impianto di tutti i perfezionamenti consigliati dalla scienza e dall'esperienza". E tutto questo è frutto di "trenta nove anni di lavoro costante". Nello stesso anno 1906 vende le sue proprietà a Bene Lario e cede l'azienda di Palomas al figlio Faustino Maldini e al genero Adolfo Bortagaray (che ha sposato Margarita Maldini, primogenita di Carlo, il 9 maggio 1906), come documentato da una lettera inviata a Bene Lario il 18 dicembre 1906 da Mario Maldini (fratello di Faustino e figlio di Carlo) al suo padrino di battesimo Giuseppe Balbiani.
Carlos Maldini dopo "quarantatré anni di lavoro si è guadagnato il meritato riposo": lasciò l'azienda a Adolfo Bortagaray e ad un altro figlio di Carlos Maldini, Antonio. Nello Stabilimento Maldini "è stato impiantato tutto il meglio" sia sotto il profilo dell'edilizia industriale e civile che dei macchinari e degli impianti, ma si rimarca anche che il merito maggiore è quello di aver "raffinato il bestiame", attraverso un'accurata selezione dei capi cominciata vent'anni prima.

## Mecenate e filantropo

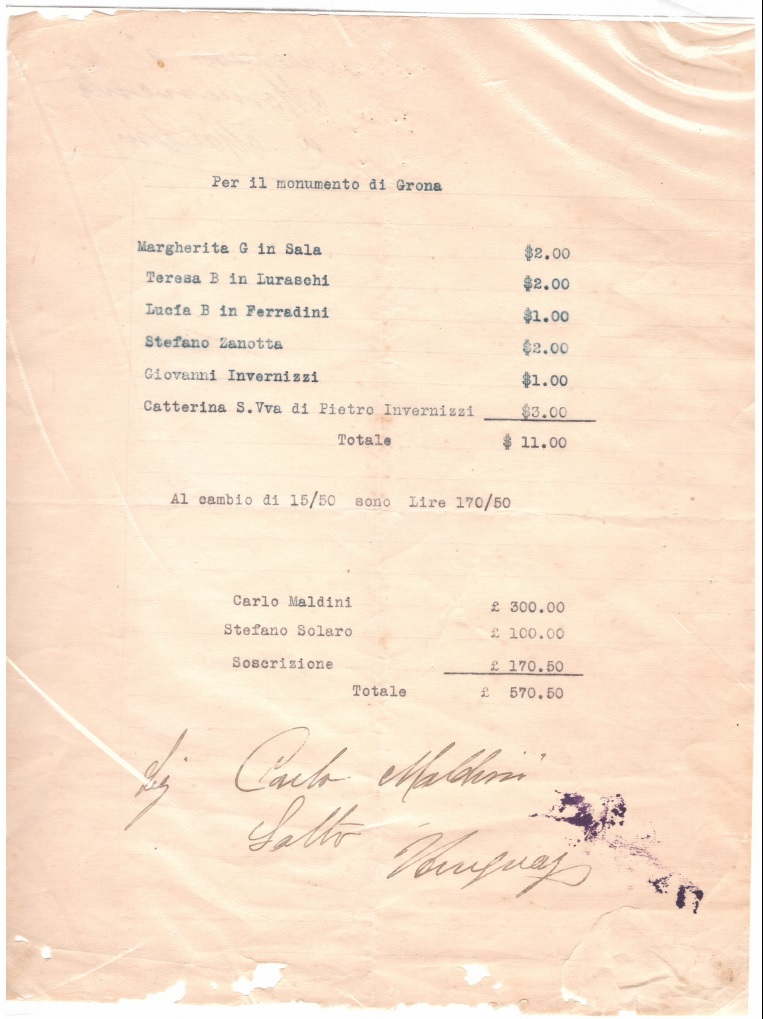
Sottoscrizione per il monumento ai Caduti di Grona

Carlo Maldini sostenne giovani artisti, tra i quali in particolare lo scultore Edmundo Prati (Paysandú, Uruguay 17 aprile 1889 - Paysandú, Uruguay 24 novembre 1970), che realizzò un busto del suo benefattore. In un ricordo pubblicato su "BP Color" dal vescovo emerito di Salto Mons. Alfredo Viola pochi giorni dopo la morte di Prati, si sottolinea che egli, stabilitosi a Salto da bambino, ebbe l'opportunità di perfezionarsi all'Accademia di belle arti di Brera a Milano (tra il 1920 e il 1926), " La cosa più importante" scrive Mons. Viola "è che all'Accademia di Brera (per quanto ne so) arrivò grazie a un mecenate di Salto, il dottor Carlos Maldini, e con l'aiuto che gli diede il Comune di Salto". Dopo aver ricapitolato i successi internazionali di Prati (espose a Parigi, a Londra e alla Biennale di Venezia), afferma che "a Salto ci devono essere molte piccole ma preziose opere che Prati ha realizzato per il suo mecenate, il Dr. Carlos Maldini, che adornavano la casa in cui viveva; una bella dimora costruita su un'altura pittoresca lungo le rive del fiume Uruguay, casa costruita con la collaborazione di Prati". E ancora: "Altre opere devono trovarsi nella casa del Dr. Carlos Maldini, in via Brasil tra via Invernizzl e il 15 de noviembre, che la vedova del dottore nominato lasciò in eredità allo Stato, e nelle case di molte persone di Salto". A Salto è stato inaugurato nel 1981 il Museo Escultórico Edmundo Prati.
Carlo Maldini risulta essere stato anche il principale finanziatore del Monumento ai Caduti di Grona, oggi frazione del Comune di Grandola ed Uniti allora parte (con Bene Lario) del Comune di Bene Grona.
Sulla rivista XX Settembre. Omaggio alla colonia italiana, pubblicata in numero unico nel 1909 a Montevideo, in un articolo dedicato a Salto, seconda città dell'Uruguay dopo Montevideo, Carlos Maldini viene citato tra i membri di due sodalizi benemeriti: socio onorario della "Unione e Benevolenza", definita "centro irradiatrice dal quale s'iniziano sia le liete ricorrenze [...] sia il plebiscito di lutto o d'ajuto per fratelli lontani"; socio perpetuo della Croce Rossa Italiana, che sostiene con 100 lire annue.

## Riconoscimenti
Il 21 giugno 2018 la Giunta Dipartimentale di Salto stabilisce di "denominare con il nome di Carlos Maldini la strada accanto ai binari della ferrovia dalla strada che va da Constitución a Saucedo fino alla sua fine, passando da Parada de AFE e Iglesia". Nelle premesse della delibera, la Giunta riferisce di aver ricevuto una nota dagli ex studenti e dai residenti della Scuola rurale n. 22, con la quale "fanno conoscere la loro volontà di incorporare nella toponomastica di Salto tre percorsi che formavano la vecchia città di Palomas prima delle attuali modifiche di MEVIR [Comisión Honoraria Pro Erradicación de la Vivienda Rural Insalubre]; suggerendo l'inclusione nell'area dei nomi dei primi coloni, che hanno contribuito allo sviluppo della zona e alla generazione di posti di lavoro". Quindi, lo stesso documento asserisce, con qualche approssimazione sulle date, "che Carlos Maldini fu il primo colono ad arrivare dall'Italia nel 1850 con sua moglie Ercilia Pizzarossa, promuovendo il tracciato ferroviario e la richiesta per la scuola n. 4; fondando nel 1900 la casa commerciale Maldini di grande importanza per la zona".
Con la stessa delibera la Giunta Dipartimentale di Salto stabilisce di intitolare una via anche al nipote di Carlos Maldini, Mario Bortagaray Maldini, "proprietario dello stabilimento di Santa Ercilia, che ha generato varie fonti di lavoro e collaborazioni per i residenti della zona e per la Scuola n. 22. Padre dei donatori di 5 ettari di terreno a MEVIR per la costruzione delle case".
Il 17 novembre 2018, in occasione dei festeggiamenti per il 130º anniversario della fondazione di Palomas, il busto di Carlo Maldini realizzato da Edmundo Prati è stato ubicato, in luogo pubblico a ricordo del suo fondatore. In un articolo del quotidiano locale "Diario El Pueblo" si precisa che, dopo l'approvazione da parte del Municipio di Salto e della Giunta dipartimentale di Salto, "si parlò con i parenti diretti degli onorati, tra cui la vedova di Enrique Bortagaray (l'ultimo dei figli di Mario Bortagaray Maldini) così che il busto di Carlos Maldini, [...] al fine di collocare il busto di Carlos Maldini in uno spazio pubblico all'interno della città. Pertanto, con l'autorizzazione dei parenti e della Giunta, è stato approvato che fosse posto all'intersezione tra la strada che porta il suo nome (Carlos Maldini) e quella intitolata a Mario Bortagaray Maldini", di fronte alla ferrovia. Un altro quotidiano, "Diario Cambio", pubblica un articolo per l'occasione in cui aggiunge qualche altra informazione interessante sulla figura di Maldini che, oltre all'azienda agricola di Palomas creò "un grande magazzino, una caserma, una panetteria, un'officina di fabbro e un ufficio postale", inoltre "ha promosso lo sviluppo tecnologico introducendo macchinari all'avanguardia per l'epoca, come le esboscatrici a vapore".

## Critiche
La nipote di Carlo Maldini, Bertha Corina Maldini Pitanguy (figlia di Pablo Antônio Maldini), emigrata in Brasile nel 1917 con la famiglia, nel libro Pequena história de minha vida sottolinea il carattere autoritario dell'avo, riferendo un aneddoto relativo al suo testamento: "Carlos Maldini, capo del clan, morì nel 1926. Il nonno era un uomo autoritario. È venuto come immigrato dall'Italia ed è diventato molto ricco. Quando era in vita, voleva spartire i suoi beni, ha chiamato un avvocato e sommariamente, a suo piacere, ha determinato cosa ne sarebbe stato di ciascuno. L'avvocato fu così stupito da questa arroganza che disse che sembrava lo zar di Russia che spartiva il suo impero".